# 楊利偉
楊 利偉（よう りい、1965年6月21日 - ）は、中華人民共和国の軍人。中国初の宇宙飛行士であり、中国人民解放軍少将。

## 背景
高校の国語の教師である母と、元教師で行政関係に従事している父の間に生まれる。楊利偉の妻は楊利偉と同じく中国人民解放軍の士官で、2人の間にはひとりの息子がいる。
学生時代、楊利偉の成績は普通であった。しかし理科の成績は優秀だった。水泳、スケート、陸上競技を愛好。
18歳で軍に入隊。1987年解放軍第八空軍飛行学院で学士の学位を取得。宇宙飛行士になる前に、戦闘機で1350時間の飛行経歴がある。宇宙から帰還の後大佐に昇格した。
2004年清華大学にて公共管理を専攻。博士号の取得を目指す。

## 宇宙飛行士活動
1998年宇宙飛行士に選出される。ここから宇宙飛行士としての訓練が開始される。最終的に14名の宇宙飛行士がいたが、楊利偉が中国で初めての有人宇宙飛行士に選ばれた。宇宙から帰還後の2003年10月20日、中佐から大佐に昇格した。中国青年報は以前、大佐への昇格は有人宇宙飛行が行われる前にあらかじめ決まっていたという内容を発表したが、楊利偉はそのことについて知らなかった。
2003年10月15日北京時間9時、酒泉衛星発射センターから楊利偉が乗る神舟5号を載せた長征2号F型ロケットが宇宙に向けて飛び立った。発射前にどの宇宙飛行士が搭乗するかはあまり公開されなかった。発射一日前にようやく報道陣に楊利偉が選ばれたと発表された。
宇宙飛行の任務の中で、楊利偉は予定通り地上に向けて情況報告を行った。大気圏に再突入し通信が途絶えるまで通信は続いた。報告は全て正常とのことであった。神舟5号が8回目の地球軌道を周回する際、楊利偉は地上の妻に「宇宙での感じはとても良い。宇宙の景色は非常に美しい。宇宙でとても豊富で、宇宙色のある食事を3回した。」と報告した。食事には小さな月餅、宮保鶏丁、蒜泥白肉、八宝飯、緑茶、肉やつみれが含まれていた。楊利偉の紹介では飛び散らないように、食べ物はみな一口で食べきれるようになっている。
国際連合から与えられた国際連合の旗を神舟5号に持ち込み、帰還後は当時の国連事務総長コフィー・アナンに返還した。宇宙飛行中、楊利偉は小さな中華人民共和国の国旗と国連旗をビデオカメラに向かって掲げている。
神舟5号は無人地区に着陸する可能性もあることから、神舟5号には銃やナイフ、テントなどのサバイバル道具が積まれていた。
地球の軌道を14周し、60万キロメートルを飛行した後、神舟5号は北京時間の2003年10月16日早朝6時30分内モンゴルに無事着陸した。実際の着陸地点は理論上の着陸地点より4.8キロメートル離れていた。帰還した船体に損傷はなかった。楊利偉は着陸15分後に宇宙船を離れる。中華人民共和国国務院総理の温家宝は現地で祝賀を行った。
万里の長城は唯一宇宙から見ることのできる人工の建築物と言われるが、楊利偉は中央電視台のインタビューで宇宙から長城は見ることはできなかったと話している。実際は多くの都市は宇宙からでも識別することができるが、長城はあまりにも細いので、よほど天候条件が揃っていないと宇宙から見ることは不可能である。

## 獲得した栄誉
楊利偉は自国技術で宇宙へ行った最初のアジア人であり、中国から初めて宇宙に行った人物でもあるが、彼の前にも、アメリカから4人の中国系（華人）の宇宙飛行士が宇宙に行っている。
- 王赣骏（英語版） 1975年アメリカ国籍取得。1985年、STS-51-Bの任務に参加。
- 張福林
- 焦立中
- 盧傑

この4人以外にもアポロ8号に搭乗したアメリカの宇宙飛行士ウィリアム・アンダース（William Anders）は香港生まれであり、スペースシャトル「ディスカバリー」で5回宇宙へ行ったアメリカの女性宇宙飛行士シャノン・ルシッド（Shannon Lucid）も中国上海生まれである。
2003年10月31日、楊利偉は香港を6日間訪れた。11月5日午前引き続きマカオを訪れる。11月7日楊利偉は当時中央軍事委員会主席だった江沢民の手から宇宙英雄の称号を受け取る。また人民大会堂ではメダルと証書が授与された。2004年12月9日楊利偉は香港中文大学から栄誉理学博士の学位を授かる。その後も、楊利偉は許可を得てさまざまな場所を訪問している。
2007年10月の中国共産党第十七次全国代表大会で中央候補委員に選ばれた。
2017年10月30日、国際連合教育科学文化機関（ユネスコ）からロシアのワレンチナ・テレシコワ、キューバのアルナルド・タマヨ・メンデス、日本の若田光一とともに「宇宙科学褒章」を授与された。
小惑星21064は楊利偉の名が付けられた。